# Camoesa Fina
Camoesa Fina es el nombre de una variedad cultivar de manzano (Malus domestica). Esta manzana es originaria de Galicia, está cultivada en la colección de árboles frutales y banco de germoplasma de Mabegondo con el Nº 29; ejemplares procedentes de esquejes localizados en San Martiño de Andrade, parroquia del municipio de Puentedeume (La Coruña).

## Sinónimos
- "Manzana Camuesa Fina",[4][5]
- "Maceira Camoesa Fina".

## Características
El manzano de la variedad 'Camoesa Fina' tiene un vigor vigoroso, productivo. Tamaño grande y porte erguido.
Época de inicio de brotación a partir del 13 de abril y de floración a partir de 3 de mayo.
Las hojas tienen una longitud del limbo de tamaño corto, con la máxima anchura del limbo estrecha. Longitud de las estípulas es media y la máxima anchura de las estípulas es media. Denticulación del borde del limbo es biserrado, con la forma del ápice del limbo mucronado y la forma de la base del limbo es redondeado. Con subestípulas presentes.
Sus flores tienen una longitud de los pétalos media, anchura de los pétalos es ancha, disposición de los pétalos en contacto entre sí, con una longitud del pedúnculo corta.
La variedad de manzana 'Camoesa Fina' tiene un fruto de tamaño pequeño, de forma globoso-cónica, de color bicolor, con chapa lavada, y de intensidad media. Epidermis de textura suave, con pruina en su superficie, y con presencia de cera media. Sensibilidad al "russeting" (pardeamiento áspero superficial que presentan algunas variedades) muy poco sensible. Con lenticelas de tamaño medianas.
Los sépalos están dispuestos de parcialmente replegados, y superpuestos en su base; su fosa calicina es profunda de una anchura media. Pedúnculo de grosor grueso y de longitud largo, siendo la cavidad peduncular de una profundidad media y de anchura media. Con pulpa de color blanca, de firmeza es intermedia y textura intermedia; su jugosidad es intermedia con sabor de acidez débil, y poco aromática.
Época de maduración y recolección a partir del 27 de septiembre. 'Camoesa Fina' es una manzana que su destino es la conservación de esta variedad en el banco de germoplasma de Mabegondo como reserva genética.

## Susceptibilidades
- Oidio: ataque medio
- Moteado: no presenta
- Raíces aéreas: no presenta
- Momificado: no presenta
- Pulgón lanígero: no presenta
- Pulgón verde: ataque débil
- Araña roja: no presenta
- Chancro del manzano: no presenta[3]